# Śluza wodna

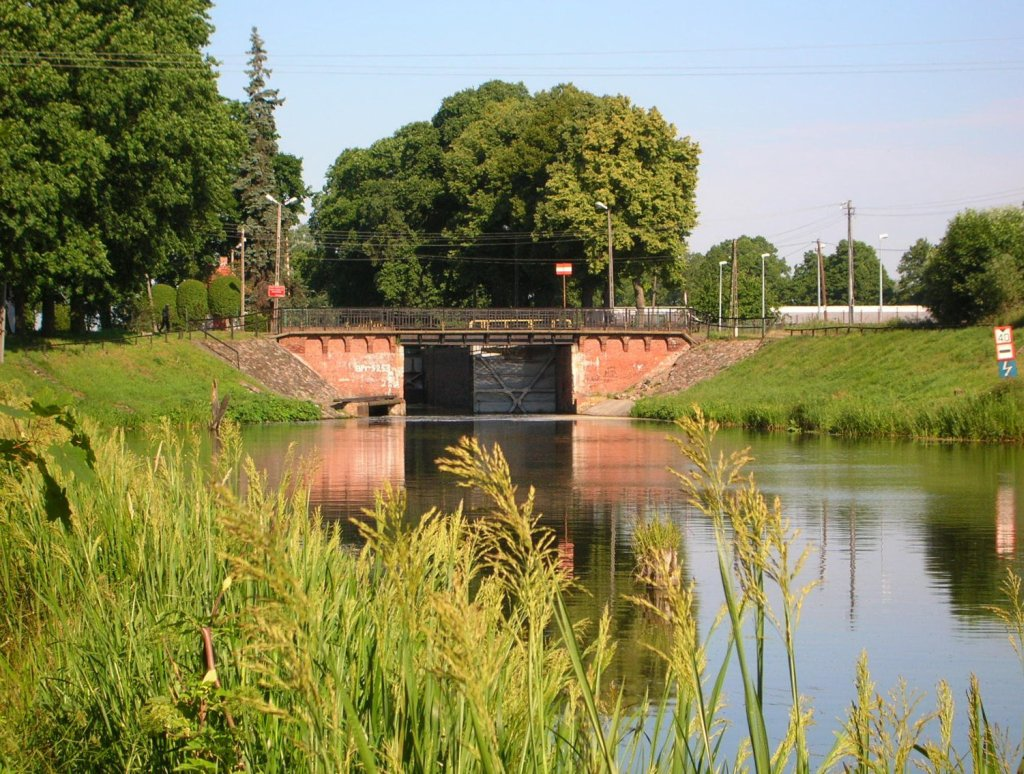
Śluza Prądy na Kanale Bydgoskim

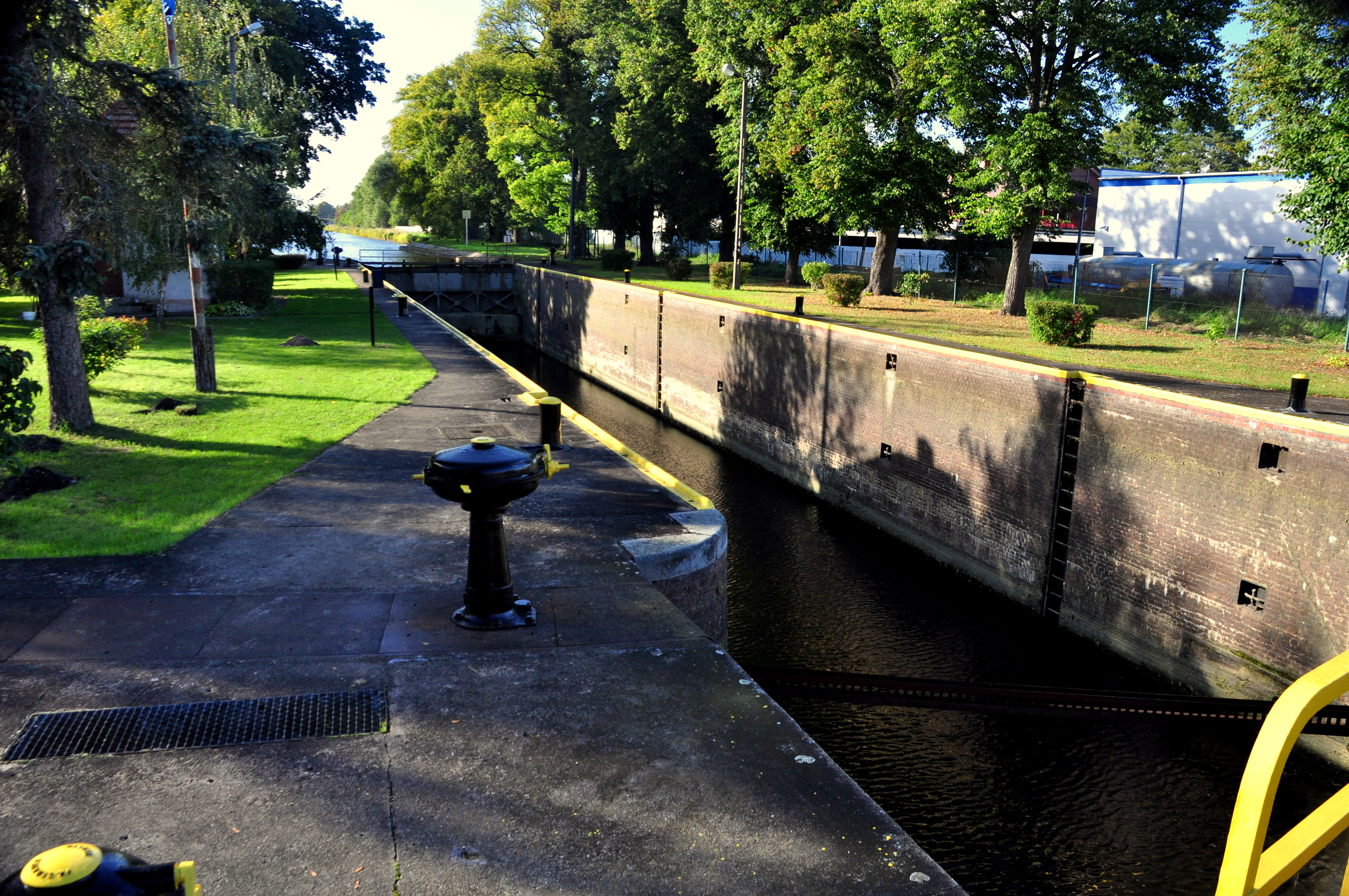
Komora śluzy Prądy

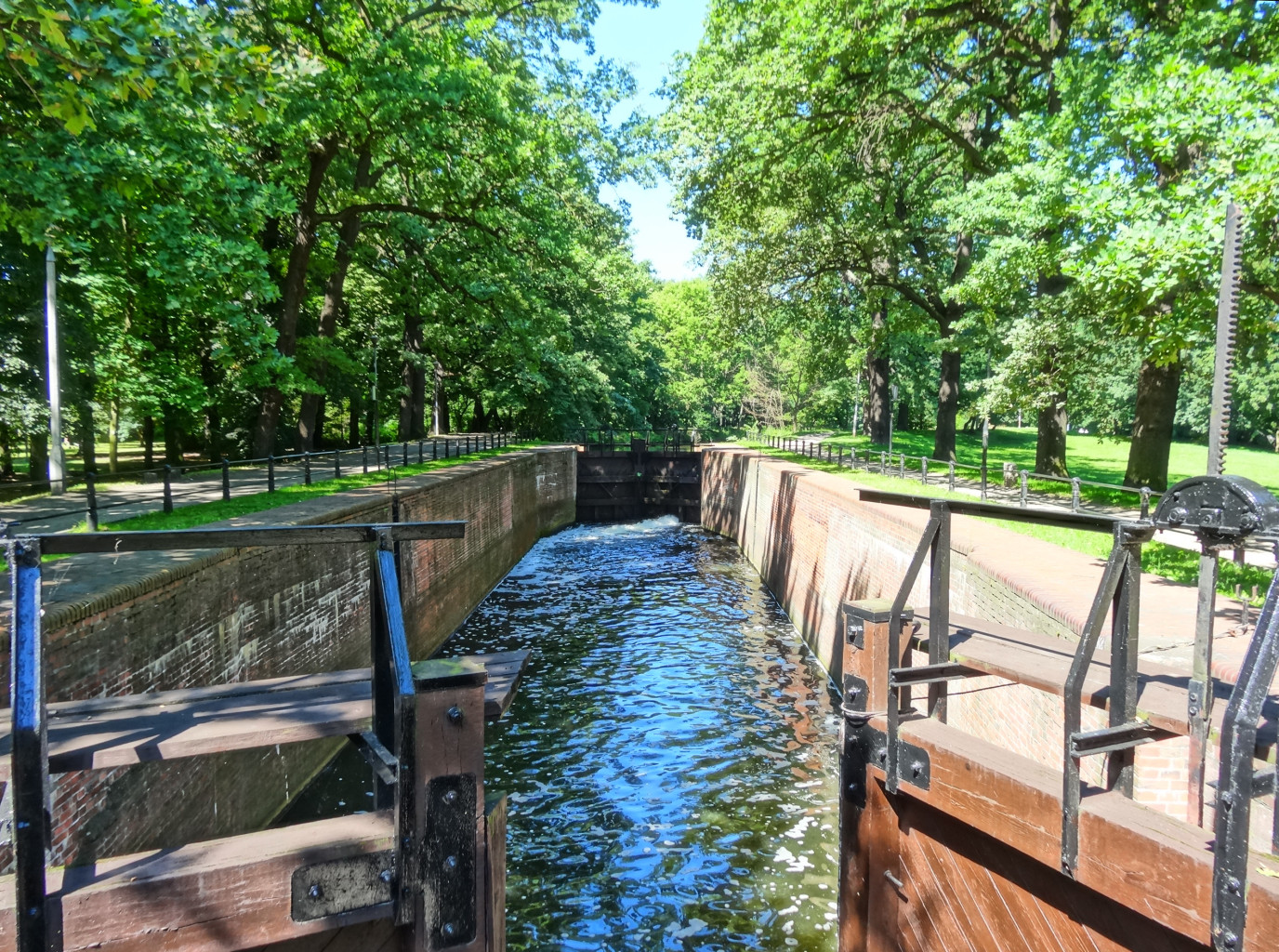
Wrota zabytkowej Śluzy V Czarna Woda na starym Kanale Bydgoskim

Śluza wodna (z niem. Schleuse, od śrdw. łac. sclusa, exclusa, śluza, z łac. excludere, wykluczać, wstrzymywać, nie dopuszczać) – budowla hydrotechniczna wznoszona na kanałach żeglownych, rzekach (jako fragment jazu) oraz pomiędzy jeziorami. Są one budowane w celu umożliwienia podczas żeglugi pokonywania różnic poziomu wody przez jednostki pływające (np. statki, barki, jachty).

## Konstrukcja i działanie śluzy

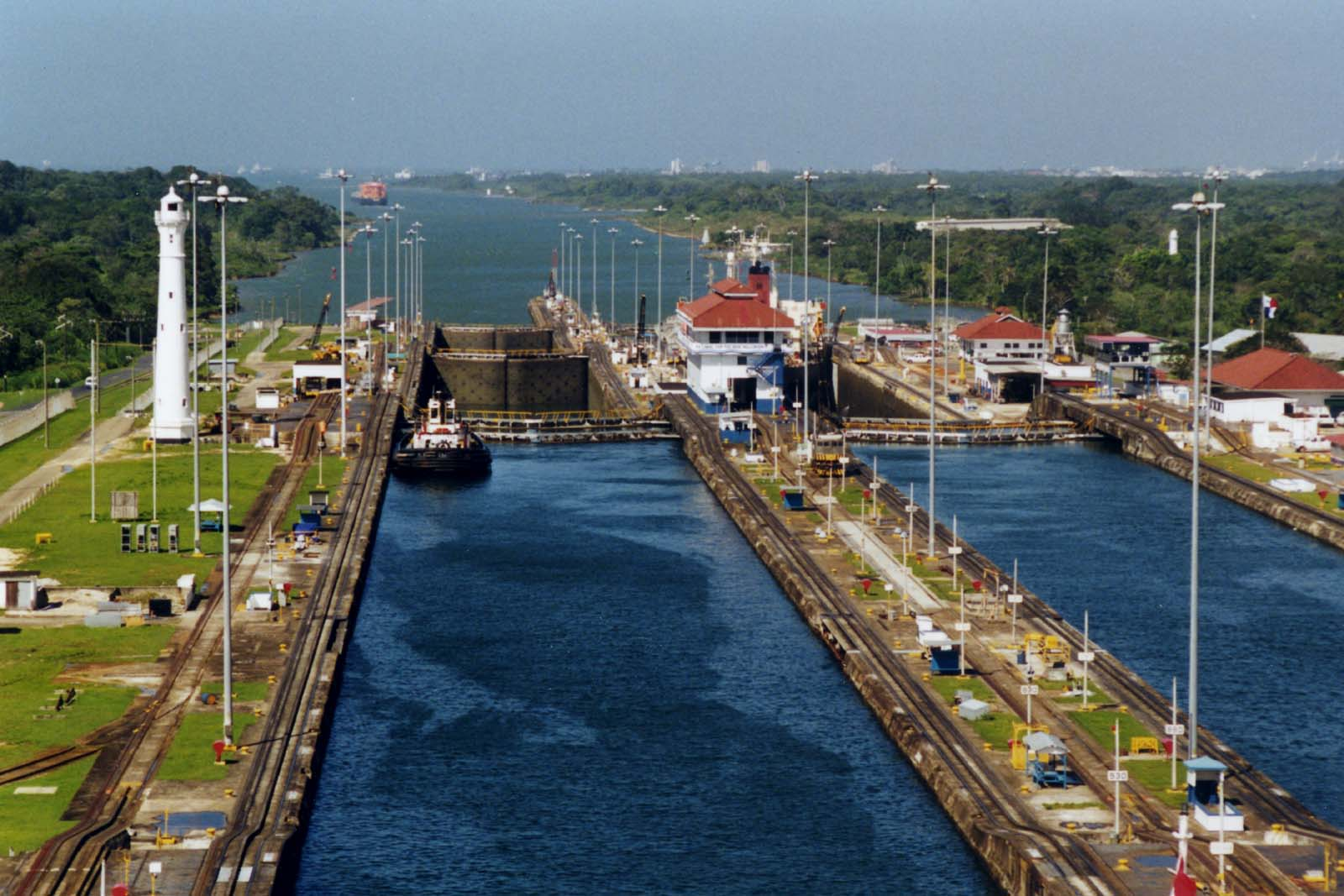
Trzykomorowa śluza Gatun na Kanale Panamskim

Śluza to fragment kanału przegrodzony komorą wodną. Wyróżnia się śluzy jednokomorowe pojedyncze do śluzowania jednego statku, podwójne (dwustronne) z przesuniętymi głowami do śluzowania jednocześnie dwóch statków oraz bliźniacze (równoległe) – tj. dwie jednakowe śluzy położone obok siebie. W przypadkach, gdy drogi wodne łączą się ze sobą pod ostrym kątem, stosowane są (bardzo rzadkie) śluzy workowate umożliwiające opuszczenie śluzy na wstecznym biegu lub zwrotnicze – gdy śluza łączy więcej niż dwie drogi wodne.
Komora śluzowa jest zamknięta ruchomymi wrotami. Najczęstsze zamknięcia to obrotowe wrota jedno- lub dwuskrzydłowe, tzw. wsporne, otwierane zawsze pod prąd: gdy poziom wody po obu stronach wrót jest różny, woda sama dociska i uszczelnia wrota. Nieco rzadziej spotykane są wrota kładzione (uchylne), które otwiera się, kładąc je do pozycji poziomej na dnie, a statki przepływają nad nimi: stosuje się je tylko od strony wody górnej, gdyż od strony wody dolnej byłyby zbyt wysokie, aby je kłaść. Trzecim rodzajem wrót są wrota podwieszone, czyli windowe, unoszone w górę na linach nośnych (tzw. śluza szybowa) a bardzo rzadko występują wrota przesuwne, które przy otwieraniu wsuwa się we wnękę obok komory (w Polsce takie wrota znajdują się tylko na śluzie Żerań).
Działanie śluzy polega na tym, że jednostka pływająca wpływa do komory przez jedną przegrodę otwartą, przy drugiej przegrodzie zamkniętej. Otwarta przegroda następnie jest zamykana i woda, w zależności od potrzeby, jest napuszczana do komory lub z niej wypuszczana. Po wyrównaniu się poziomów w komorze i kanale wylotowym otwarte zostają wrota i jednostka wypływa z komory.
Wpuszczanie i wypuszczanie wody odbywać się może na kilka sposobów. Najstarszy to zastawki umieszczone we wrotach śluzy, stosowane na małych śluzach. Podobną metodą stosowaną przy wrotach windowych, które nie mają zastawek, jest nieznaczne uniesienie wrót, aby woda bezpiecznie zalała komorę przez wąską szczelinę pod nimi. Druga metoda to przepusty boczne, krótkie kanały umieszczone obok wrót: jest to stosunkowo szybki sposób wymiany wody, ale wiąże się z większym falowaniem podczas śluzowania w górę. Na dużych śluzach stosuje się kanały obiegowe poprowadzone wzdłuż całej komory śluzy: równomiernie rozprowadzają one wpuszczaną wodę kilkoma przepustami, co zmniejsza falowanie. Najbardziej skomplikowanym sposobem, stosowanym przy bardzo dużej różnicy poziomów (rzędu kilkunastu metrów) jest zamknięta komora zasilająca, która znajduje się pod właściwą komorą śluzy i jest z nią połączona otworami: wówczas wodę wlewa się do komory zasilającej, a komora żeglugowa śluzy napełnia się od dołu i praktycznie bez falowania (na terenie Polski nie ma śluzy o takiej konstrukcji).
Gdy różnica poziomu wód jest duża, budowane są zbiorniki oszczędnościowe, położone na pośredniej wysokości. Podczas śluzowania w dół woda z górnej części komory spływa do zbiornika oszczędnościowego i w nim pozostaje – dopiero woda z dolnej części komory jest spuszczana poza śluzę. Woda ze zbiornika jest potem wpuszczana do dolnej części komory podczas śluzowania w górę: dzięki temu woda jest używana dwukrotnie, a przy dwóch zbiornikach, położonych na różnych poziomach, nawet trzykrotnie. W Polsce zbiorniki oszczędnościowe znajdują się na trzech śluzach: Okole i Czyżkówko na Kanale Bydgoskim mają po dwa zbiorniki, zatem zużycie wody wynosi tylko jedną trzecią pojemności komory, a w Borku Szlacheckim istnieje jeden zbiornik na najwyższej śluzie w Polsce.
Największe na świecie śluzy znajdują się na Kanale Panamskim, są to dwa oddane do eksploatacji w roku 2016 zespoły trzykomorowych śluz Cocoli (od strony Pacyfiku) i Agua Clara (od strony Zatoki Meksykańskiej); mieszczą one statki o szerokości do 49 m, długości 366 m i zanurzeniu 15 m (49 ft). Każda z komór ma trzy zbiorniki oszczędnościowe.
Istnieją też śluzy powodziowe, nieżeglugowe, w istocie wrota, które są otwierane w przypadku zagrożenia powodziowego, w celu skierowania fali powodziowej na polder.

## Wynalezienie śluzy
Kanałowa śluza komorowa została wynaleziona w Chinach w 984 roku przez Qiao Weiyue, którego rok wcześniej mianowano zastępcą komisarza transportu na terenie ówczesnej prowincji Huainan. Wcześniej Chińczycy stosowali pochylnie, po których wciągano płaskodenne łodzie w górę za pomocą lin naciąganych na kabestanach obracanych przez woły. Metoda ta miała jedną wielką wadę: łodzie często ulegały wypadkom, a wówczas transportowane nim mienie (np. cesarskie zboże) było rozkradane.
Qiao Weiyue rozwiązał ten problem konstruując na Rzece Zachodniej pod Huaiyin pierwszą na świecie śluzę komorową z dwojgiem wrót, przykrytą zadaszeniem. Była ona długa na 76,2 m (50 kroków/250 stóp) i umożliwiała pokonanie różnicy poziomów od ok. 1,22 m do ok. 1,50 m (4-5 stóp). Wynalazek śluzy szybko rozpowszechnił się w Chinach umożliwiając rozwój transportu wodnego i konstrukcję m.in. Wielkiego Kanału oraz przebudowę w XI w. Kanału Magicznego. Pierwsza znana śluza komorowa w Europie pochodziła z 1373 roku.

## Śluzypływowe
W portach morskich położonych na wodach pływowych, często dostępnych jedynie podczas przypływu, stosuje się śluzy lub wrota pływowe, utrzymujące stały poziom wody w porcie.

## Podnośnie i pochylnie – śluzy mechaniczne

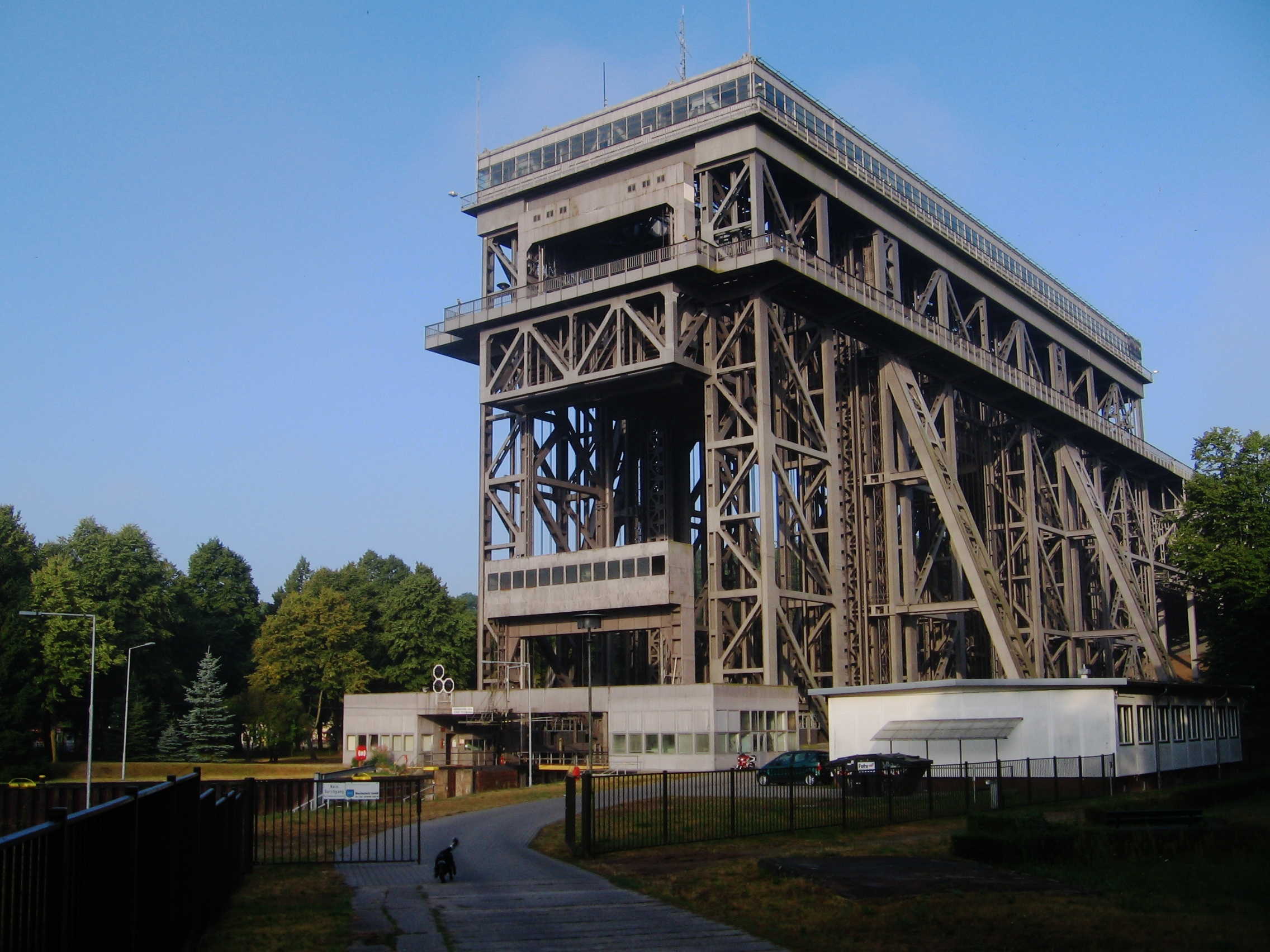
Podnośnia Niederfinow (linowa)

Osobny artykuł: Podnośnia (żegluga).
Osobny artykuł: Pochylnia (żegluga).
Śluzy mechaniczne, wśród których wyróżnia się w locji śródlądowej podnośnie i pochylnie, różnią się tym od zwykłych, że statek nie jest w nich podnoszony i opuszczany przez zmianę poziomu wody, ale jest przenoszony mechanicznie w komorze (kesonie, wannie) albo na szynowym wózku. Wśród podnośni pionowych, działających na zasadzie windy unoszącej komorę ze statkiem, wyróżnia się konstrukcje linowe (najczęściej stosowane), tłokowe (najstarsze), pływakowe i obrotowe.

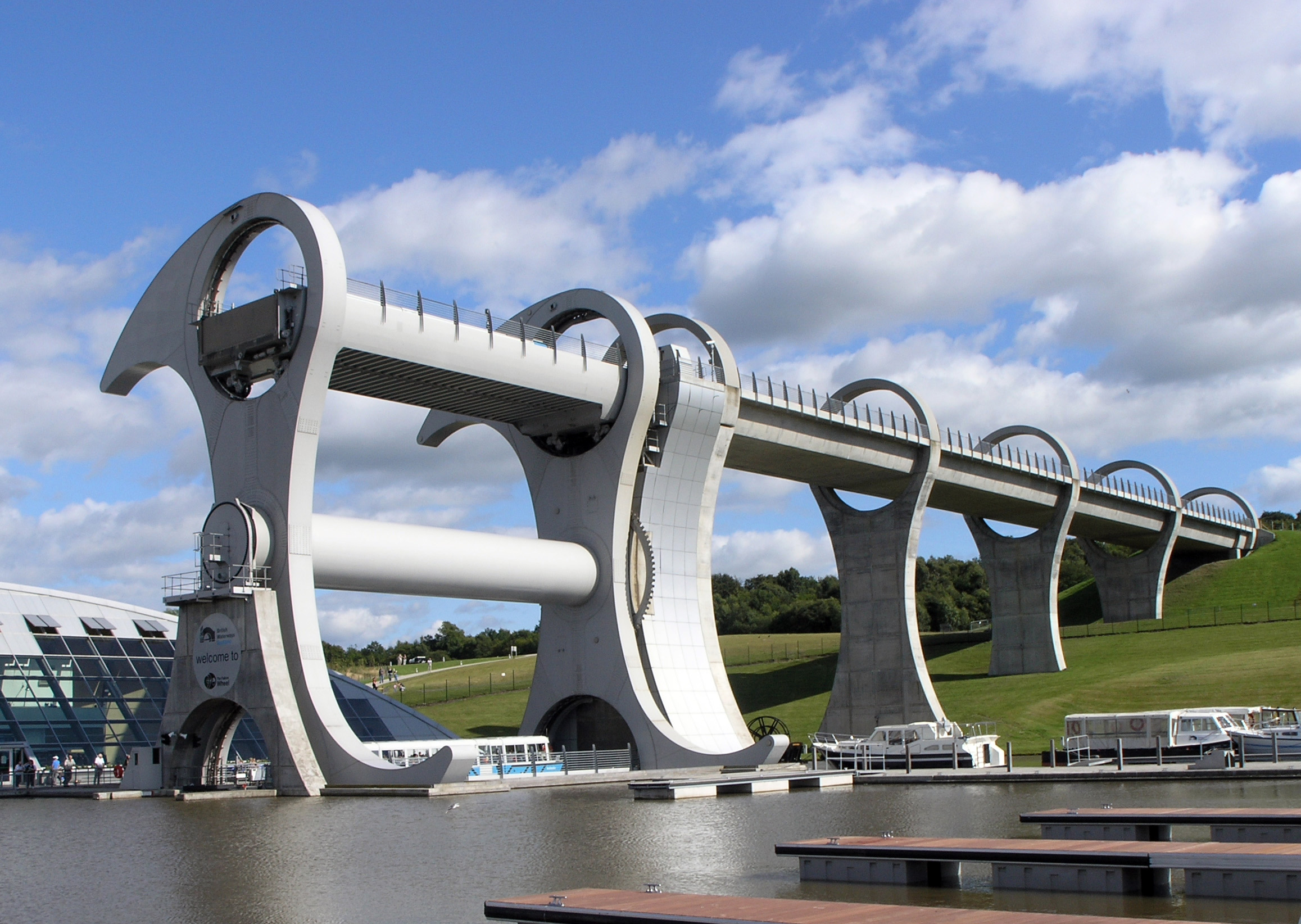
Podnośnia Falkirk Wheel (obrotowa)

Podnośnia wykorzystuje prawo Archimedesa, zgodnie z którym komora wypełniona wodą waży tyle samo bez względu na to, czy są w niej statki, czy też ich nie ma, zatem komorę taką daje się bardzo dokładnie zrównoważyć balastami i do jej napędu potrzeba dzięki temu niewiele energii, a np. podnośnia tłokowa nie zużywa jej wcale. Przykładem jest położona w Niemczech, przy granicy z Polską linowa podnośnia statków Niederfinow. Najstarsza podnośnia (tłokowa) znajduje się w Anderton w Wielkiej Brytanii, zbudowana została w 1875 r. Najwyższa w Europie podnośnia znajduje się w Strépy-Thieu w Belgii, na Kanale Centralnym między Mozą a Skaldą, unosi ona statki na 73,5 m i zastąpiła cztery starsze i mniejsze podnośnie, używane obecnie do ruchu turystycznego. Najnowszym rozwiązaniem jest podnośnia obrotowa podobna do koła wodnego (o zasadzie działania podobnej do „diabelskiego młyna”) – dotychczas zbudowano jedną, Falkirk Wheel, w Falkirk w Szkocji.

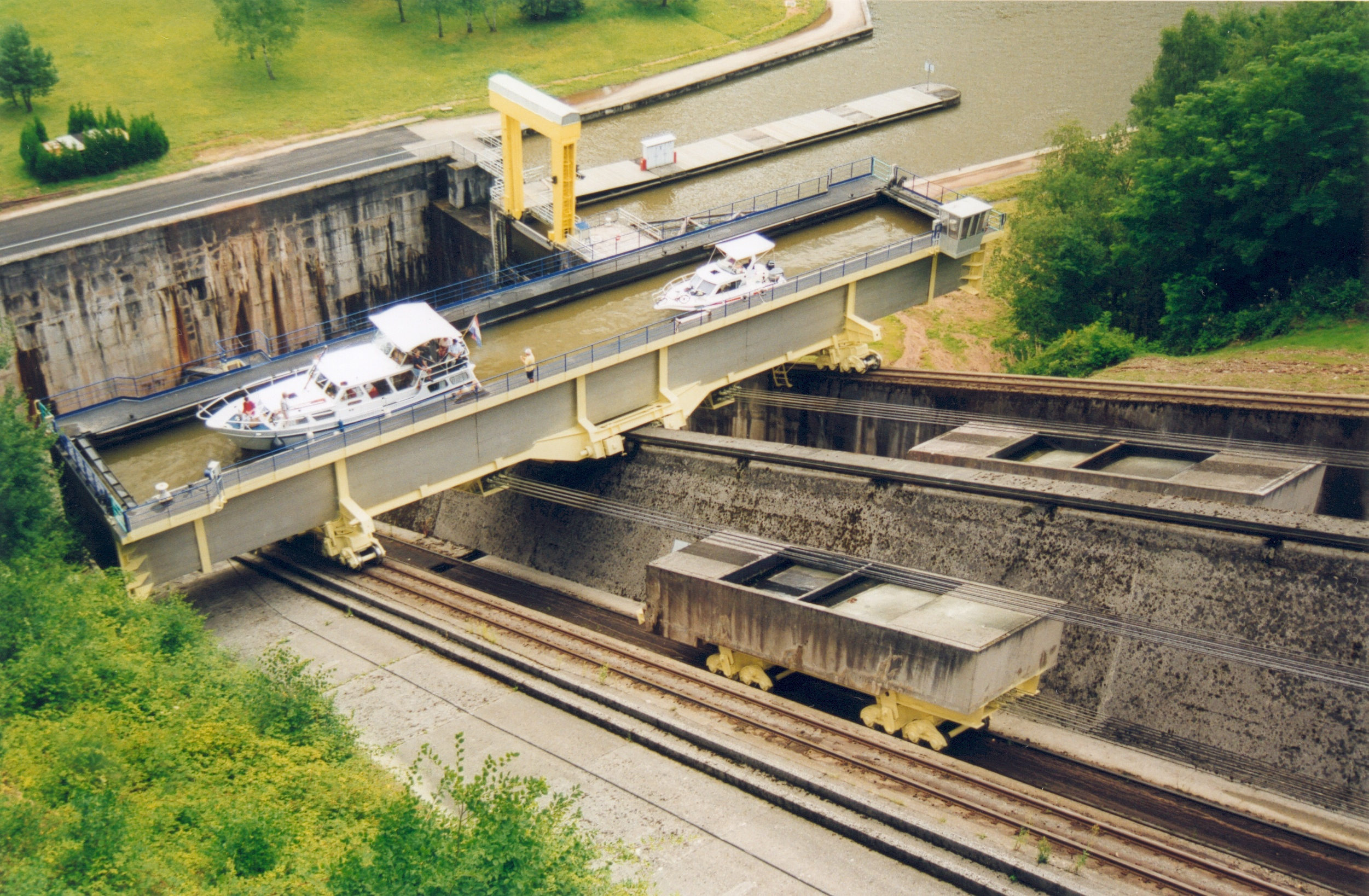
Pochylnia w Arzviller (mokra, boczna)

Wśród pochylni, które przenoszą statki nie w pionie, a po ziemi na szynach, wyróżnia się pochylnie mokre, w których statki są transportowane w komorze wypełnionej wodą oraz suche, w których transportowane są one na wózkach, bez wody. Pod względem kierunku ruchu pochylnie dzielą się na wzdłużne i boczne. Kesony pochylni mokrych mają wrota umożliwiające połączenie ich z kanałem. Tak działa pochylnia w Ronquieres w Belgii (położona na tej samej drodze wodnej, co podnośnia Strepy-Thieu), gdzie komory poruszają się zgodnie z kierunkiem kanału. Odmiennie skonstruowana jest pochylnia w Arzviller we Francji, której komora porusza się na zboczu na skośnych szynach, bokiem w stosunku do kanału. Do nielicznych obecnie pochylni suchych, przewożących statki na wózkach bez wody, należy pięć pochylni na Kanale Elbląskim w Polsce.

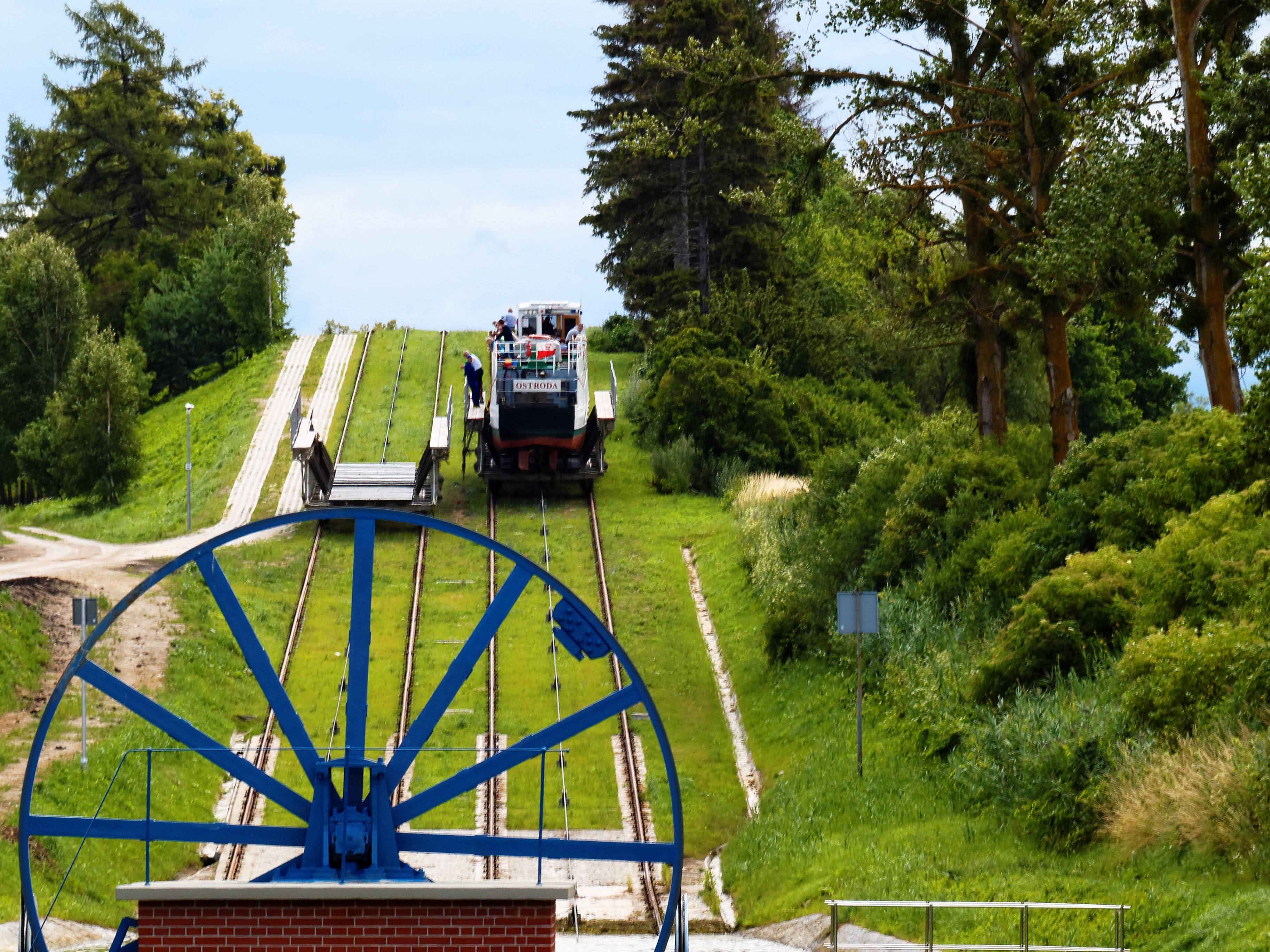
Pochylnia na Kanale Elbląskim (sucha, wzdłużna)

Podnośnie i pochylnie stosowane są w celu znacznego przyspieszenia ruchu przy dużych różnicach wysokości oraz dla oszczędzania spływającej wody, której duże śluzy o znacznej różnicy poziomów dużo tracą, nawet przy stosowaniu komór oszczędnościowych. Cykl śluzowania w Falkirk Wheel trwa ok. 15 minut, a podnośnia zastąpiła 11 śluz. Unoszenie podnośni w Niederfinow trwa 5 minut, zastąpiła ona 4 wysokie, 9-metrowe śluzy, a pochylnia w Arzviller zastąpiła 12 śluz, których pokonanie trwało pół doby. Przebycie jednej pochylni na Kanale Elbląskim trwa poniżej 30 minut, a pięć pochylni pokonuje tam 99 m różnicy poziomów. Dla porównania przebycie śluzy wielostopniowej Caen Hill w Devizes, Wielka Brytania (łącznie 29 komór: 16-komorowe schody śluzowe oraz z jednej strony 6, a z drugiej 7 śluz na odcinku o długości łącznej 3,2 km), co oznacza 72 m różnicy poziomów, zajmuje 5–6 godzin.

## Śluzy w Polsce
W Polsce obecnie znajduje się 109 czynnych śluz, w tym jedna na wodach morskich, jedna położona poza wodami żeglownymi i jedna praktycznie wyłączona z eksploatacji, a także 5 wózkowych pochylni suchych i jedna śluza otwarta na stałe. 23 śluzy (położone na Odrze i Kanale Gliwickim) mają po dwie równoległe komory.
Znajdujące się w Polsce śluzy to:
- Na kanale przez Mierzeję Wiślaną – jedyna w Polsce śluza na wodach morskich (ukończona w 2022 r., mieści się nieopodal wsi Skowronki, ale nie nadano jej nazwy); ponieważ jest śluzą morską, nie stosuje się do niej parametrów klas żeglowności wód śródlądowych, zaś jej wymiary to: długość 269 m, szerokość 25 m, głębokość 6,5 m[7].
- Na Odrze powyżej kanału Gliwickiego śluza Koźle, klasy Ib (Odra powyżej tej śluzy utraciła faktycznie żeglowność po powodzi z 1997 r.).
- 6 śluz na Kanale Gliwickim: Łabędy, Dzierżno, Rudziniec, Sławęcice, Nowa Wieś i Kłodnica, każda z dwoma równoległymi komorami tej samej wielkości, klasy III.
- 19 śluz na Odrzańskiej Drodze Wodnej powyżej Wrocławia: Januszkowice, Kępa, Krapkowice, Rogów, Kąty, Groszowice, Opole, Wróblin, Dobrzeń, Chróścice, Zawada, Ujście Nysy, Zwanowice, Brzeg, Lipki, zespół Oława I i Oława II (położone na dwóch odrębnych ramionach Odry), Ratowice i Janowice. Są to śluzy klasy III, a Zwanowice i Ratowice mają klasę IV. Śluzy Krapkowice, Lipki, Ratowice i obie w Oławie są jednokomorowe, pozostałe mają po dwie równoległe komory (jedna przeważnie mniejsza, niższej klasy).
- 7 śluz na Wrocławskim Węźle Wodnym, w tym:
  - 3 na Odrzańskiej Drodze Wodnej: Bartoszowice i Zacisze na Kanale Żeglugowym oraz Różanka na Kanale Różanka – klasy III,
  - 3 na Wrocławskim Szlaku Miejskim: Opatowice na Kanale Opatowickim – klasy III oraz Szczytniki między Górną a Starą Odrą Wrocławską i Miejska Wrocław na Kanale Miejskim – obie klasy Ib,
  - na Szlaku Śródmiejskim Śluza Mieszczańska na Południowej Odrze Wrocławskiej, klasy Ib (położona na tym samym szlaku Śluza Piaskowa jest otwarta obecnie na przestrzał).
- 3 śluzy na Odrze poniżej Wrocławskiego Węzła Wodnego: Rędzin na obszarze Wrocławia, z dwoma komorami, Brzeg Dolny i Malczyce – wszystkie klasy IV.
- 23 śluzy na Drodze Wodnej Wisła–Odra, wszystkie, poza pierwszą, klasy II, w tym:
  - 3 na Brdzie: położone równolegle obok siebie Czersko Polskie, jedyna na tej trasie śluza klasy IV i Brdyujście, jedyna w Polsce o podwójnej szerokości, oraz Miejska Bydgoszcz w centrum miasta,
  - 6 na Kanale Bydgoskim: Okole, Czyżkówko, Prądy i Osowa Góra między tredlem kanału a Brdą oraz Józefinki i Nakło Wschód między tredlem kanału a Notecią,
  - 14 na Noteci: Nakło Zachód, Gromadno, Krostkowo (śluza ziemna, jedyna taka w Europie), Nowe, Walkowice, Romanowo, Lipica, Pianówka, Mikołajewo, Rosko, Wrzeszczyna, Wieleń, Drawsko i Krzyż Wielkopolski.
- 12 śluz na drodze wodnej między Wartą a Kanałem Bydgoskim:
  - 4 na Kanale Ślesińskim: Morzysław, Pątnów, Gawrony i Koszewo, wszystkie klasy II,
  - 2 na górnej Noteci: Pakość i Łabiszyn, obie klasy Ib,
  - 6 na Kanale Górnonoteckim: Antoniewo, Frydrychowo, Dębinek I, Dębinek II, Łochowo i Lisi Ogon, wszystkie klasy Ib.
- 6 śluz na Drodze Wodnej Górnej Wisły: Dwory, Smolice, Borek Szlachecki (na Kanale Łączańskim, nazywana też niekiedy Łączany lub Skawina), oraz Kościuszko, Dąbie i Przewóz na obszarze Krakowa; dwie pierwsze klasy IV, pozostałe klasy III, przy czym śluza Przewóz utraciła żeglowność wskutek erozji dna Wisły spowodowanej zaniechaniem budowy stopnia wodnego w Niepołomicach i nie jest eksploatowana, gdyż niemożliwe jest wypłynięcie ze śluzy przez dolne wrota.
- 2 śluzy w rejonie Wisły środkowej: Żerań, im. inż. Tadeusza Tillingera na ujściu Kanału Żerańskiego do Wisły w Warszawie, klasy IV oraz Włocławek – na zaporze we Włocławku, konstrukcyjnie również klasy IV, ale z powodu erozji dna Wisły spowodowanej niewybudowaniem kolejnego stopnia wodnego (w Nieszawie lub Siarzewie) dolny próg śluzy nie spełnia obecnie nawet wymogów klasy Ia.
- 4 śluzy na Nogacie: Biała Góra, Szonowo, Rakowiec i Michałowo, wszystkie klasy II.
- Na Szkarpawie śluza Gdańska Głowa, klasy III.
- Na Martwej Wiśle śluza Przegalina, klasy II.
- Na Kanale Ostródzko-Elbląskim 5 pochylni: Całuny Nowe, Jelenie, Oleśnica, Kąty i Buczyniec oraz 4 śluzy: Miłomłyn, Zielona, Ostróda i Mała Ruś, wszystkie klasy Ia.
- 4 śluzy w Krainie Wielkich Jezior Mazurskich: Karwik na Kanale Jeglińskim, zespół śluz Guzianka I i Guzianka II między jeziorami Bełdany i Guzianka Mała (położone na równoległych kanałach) – wszystkie klasy Ib oraz Przerwanki na rzece Sapinie, bez klasy żeglugowej (Sapina nie ma statusu rzeki żeglownej, a śluza nie spełnia parametrów żadnej klasy).
- 15 śluz na Kanale Augustowskim, wszystkie klasy Ib, w tym:
  - 5 na wschodnim odcinku kanału, czyli kanale lateralnym rzeki Netty między Biebrzą a Augustowem: Dębowo, Sosnowo, Borki, Białobrzegi i Augustów,
  - 2 na odcinku między Augustowem a tredlem kanału: Przewięź i Swoboda,
  - 8 na odcinku między tredlem kanału a granicą polsko-białoruską (3 dalsze, w tym jedna czterostopniowa, znajdują się na obszarze Białorusi): Gorczyca, Paniewo (dwukomorowa o dwustopniowym śluzowaniu, jedyna taka w Polsce), Perkuć, Mikaszówka, Sosnówek, Tartak, Kudrynki i Kurzyniec (położona na granicy, z wodnym przejściem granicznym).

Podana w każdym przypadku klasa żeglugowa to ta, która wynika z parametrów samej śluzy (długość, szerokość i głębokość nad progami) – drogi wodne, na których śluzy leżą, często mają klasę niższą.

## Galeria

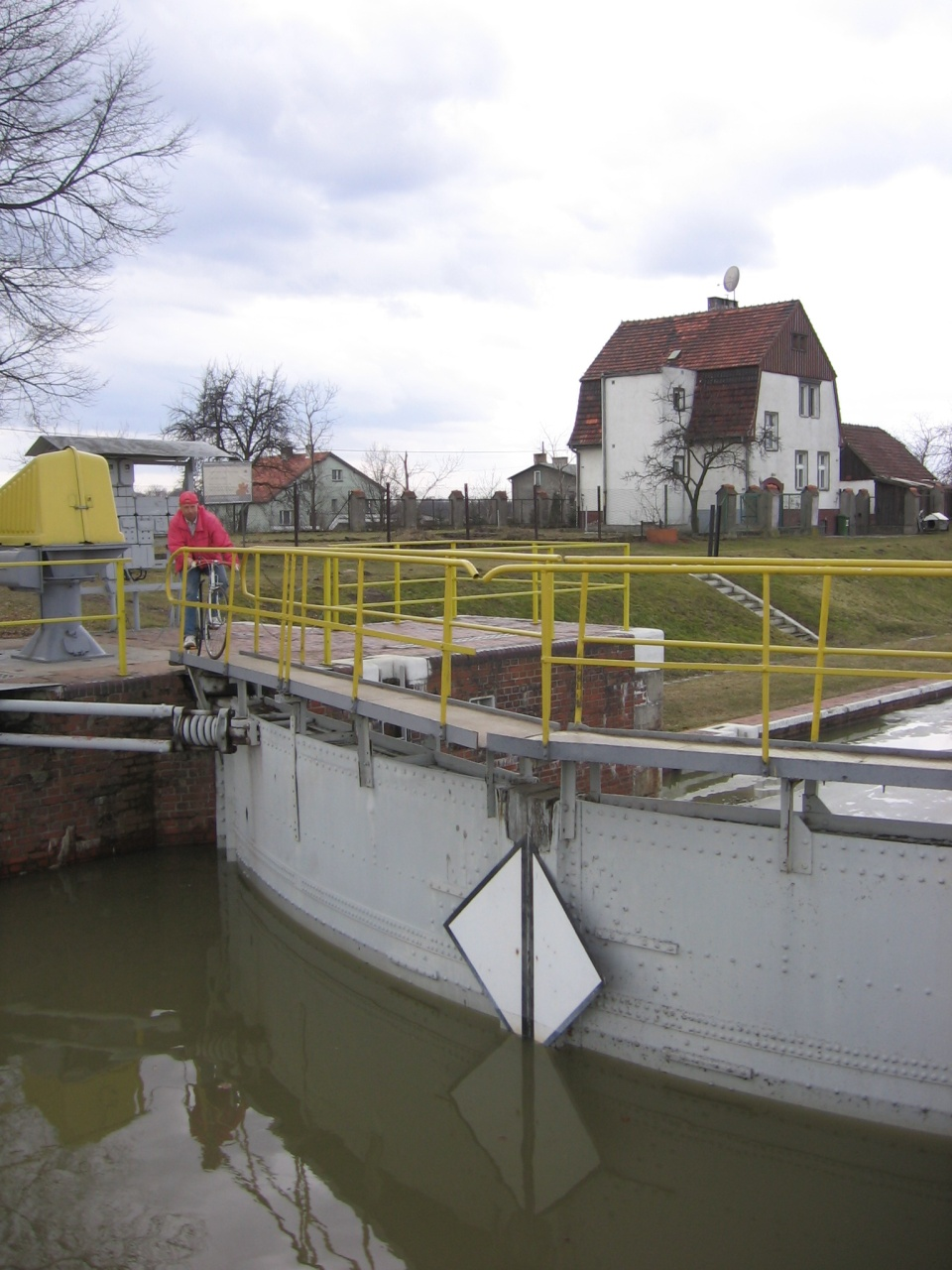
Wrota Śluzy Opatowickiej we Wrocławiu
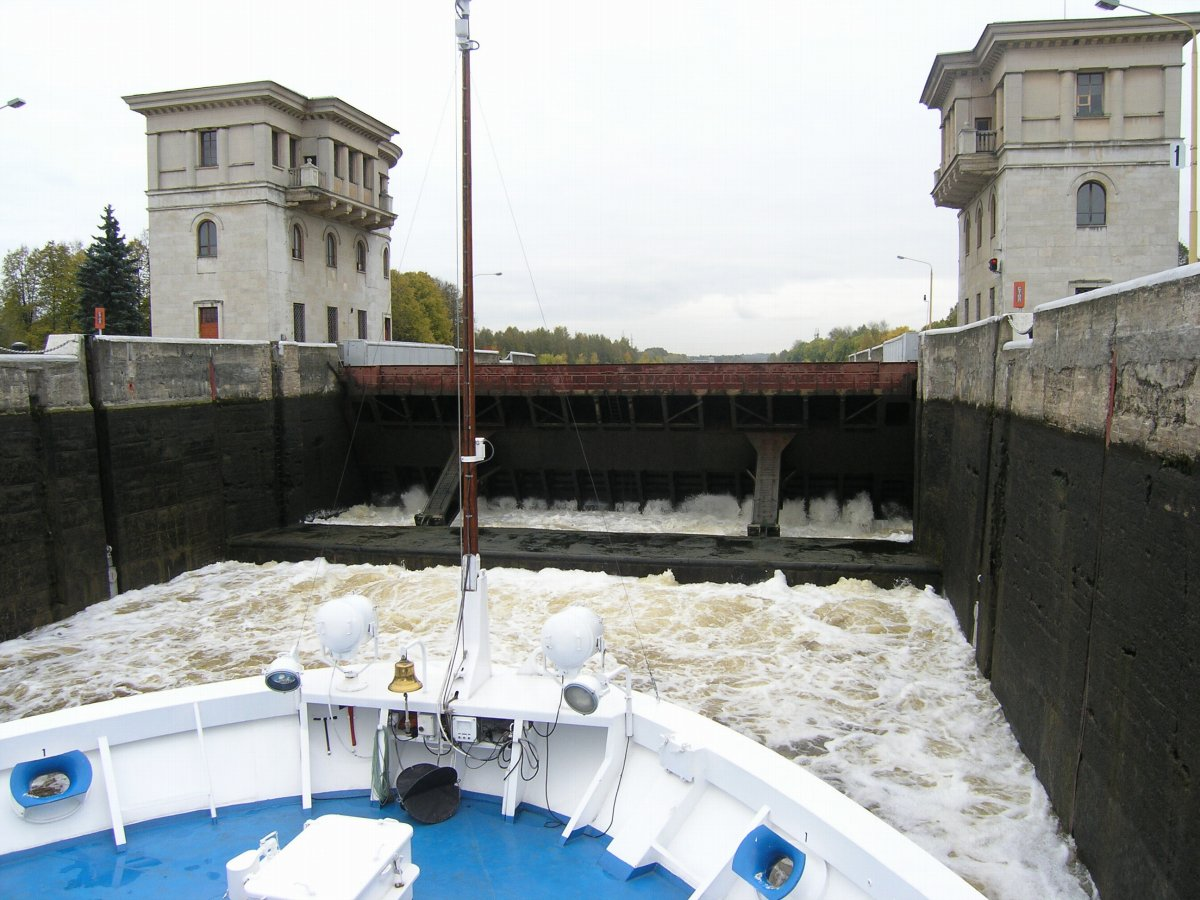
Śluza z zamknięciem będącym wycinkiem walca. Może dodatkowo służyć jako przelew awaryjny. Kanał Moskiewski (Wołga – rzeka Moskwa), Rosja
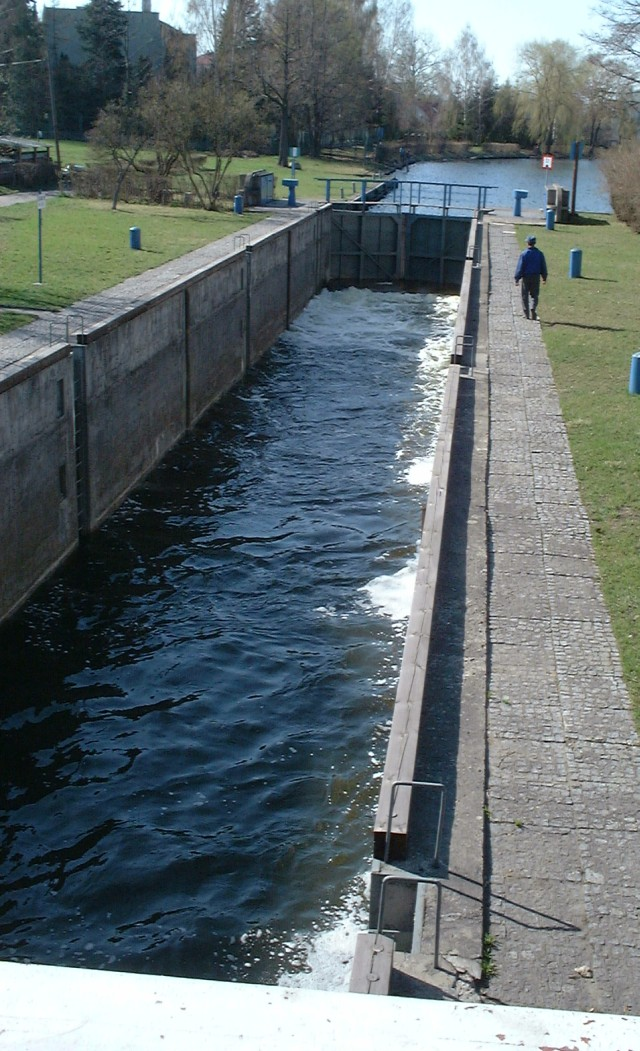
Śluza zamknięta wrotami dwuskrzydłowymi, Kanał Augustowski
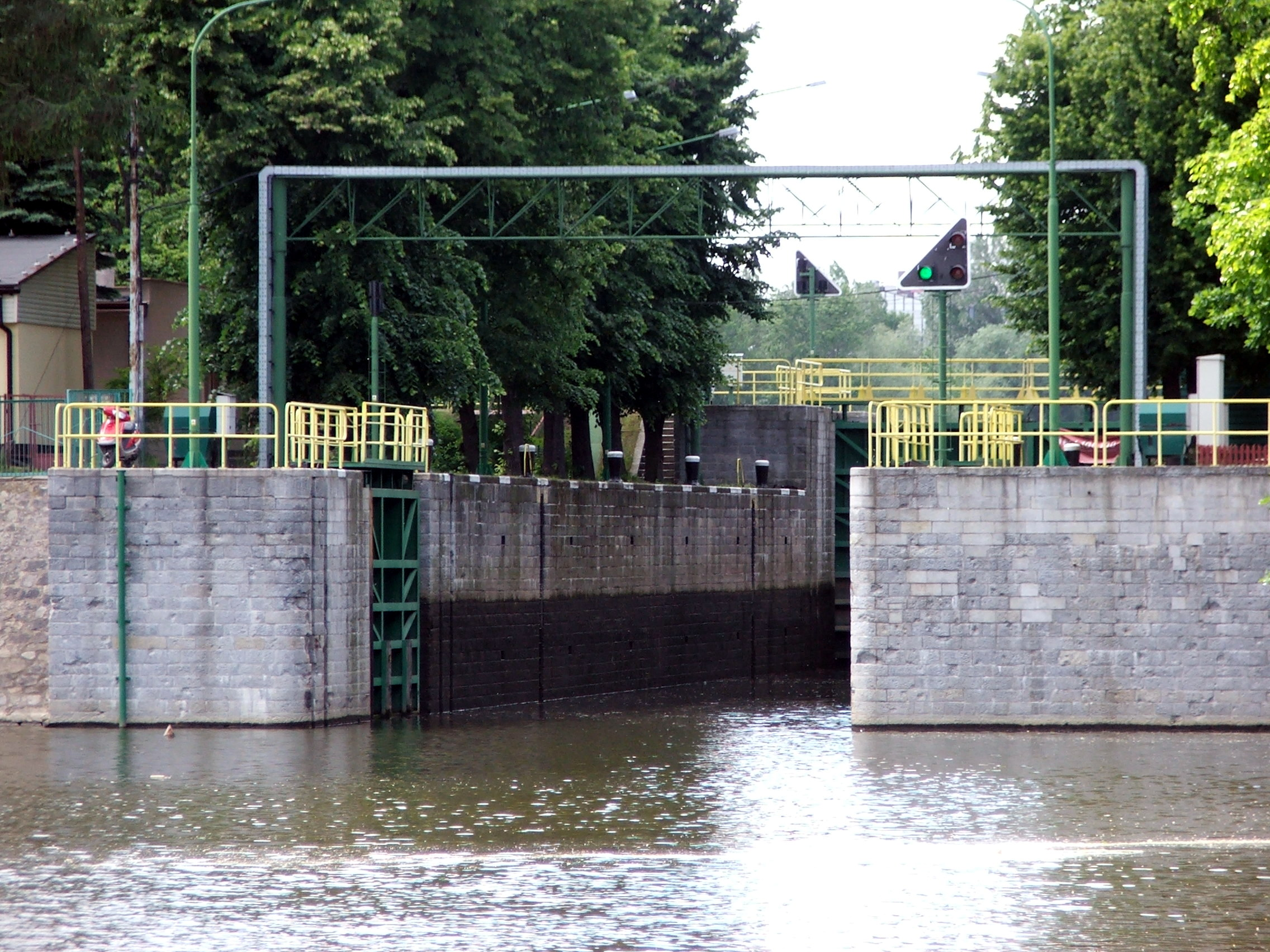
Śluza Szczytniki we Wrocławiu od strony ZOO
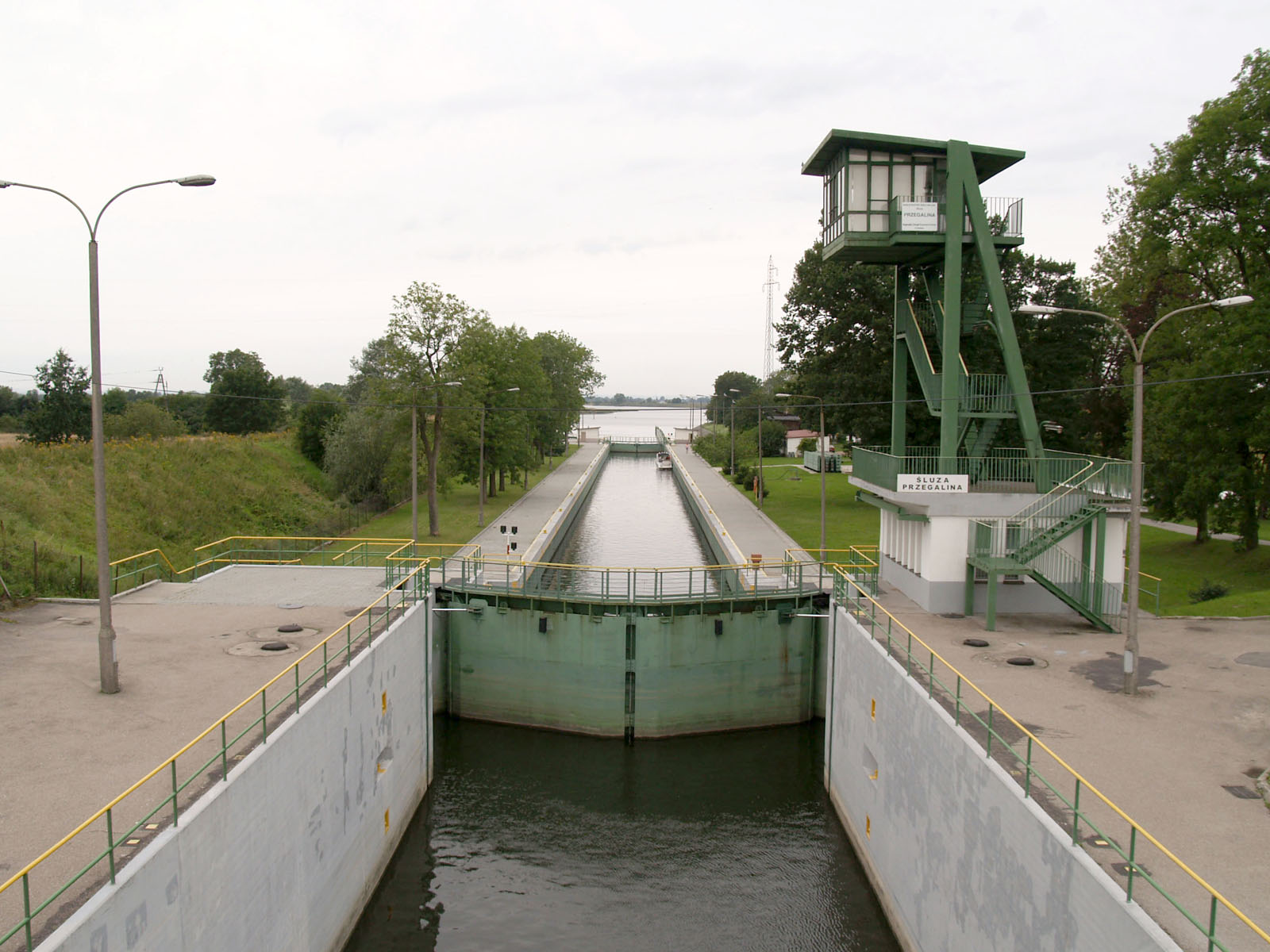
Gdańsk-Przegalina - śluza południowa, widok w kierunku Martwej Wisły
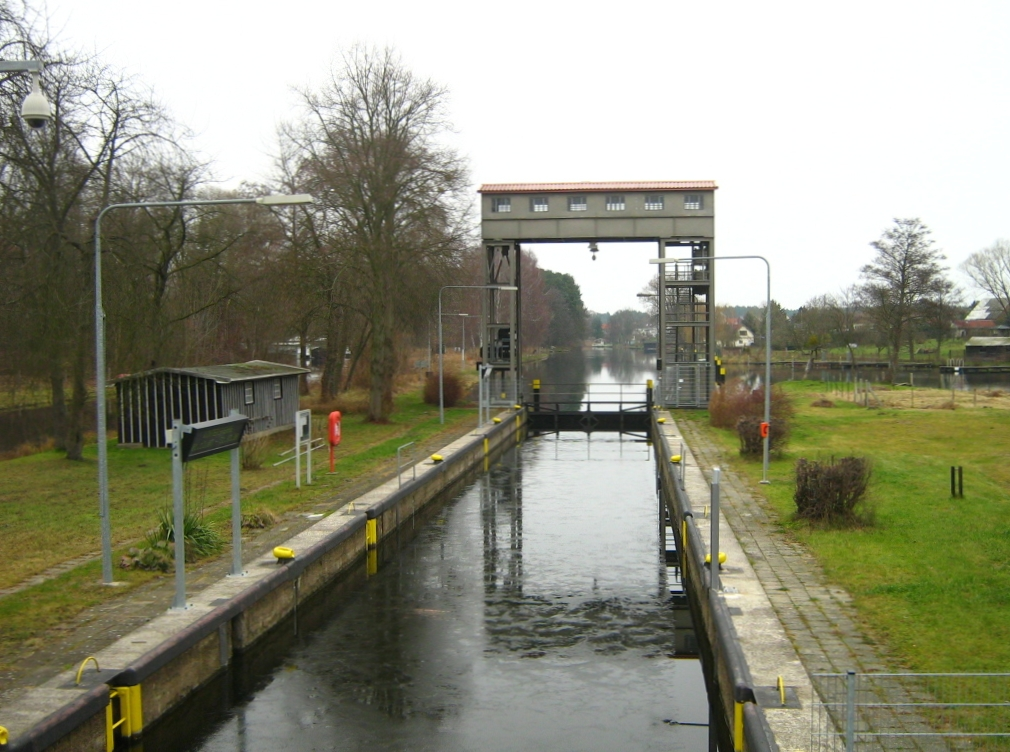
Śluza z windowanymi wrotami (Bredereiche na Haweli)
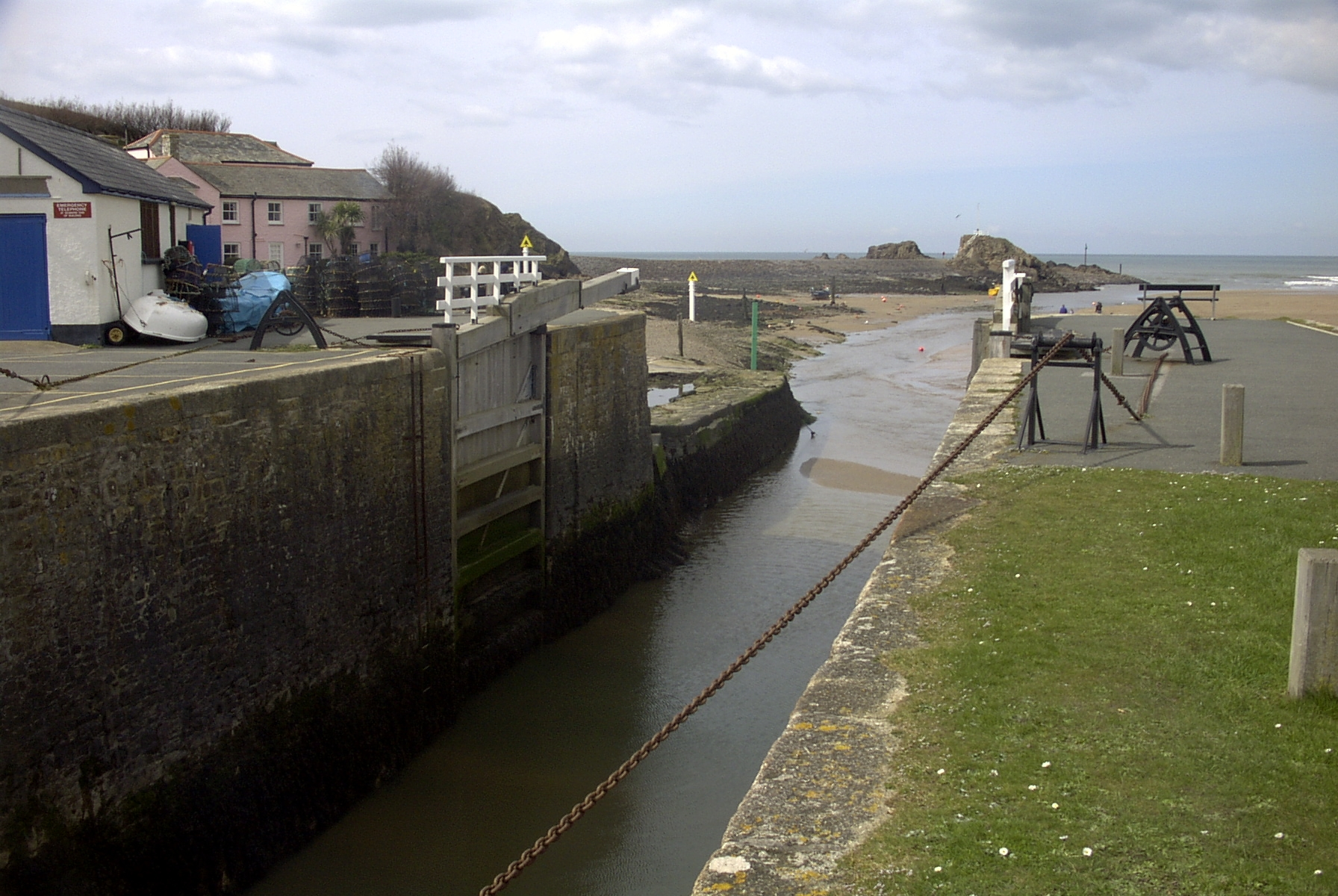
wrota pływowe, port Bude, Kornwalia, Wielka Brytania
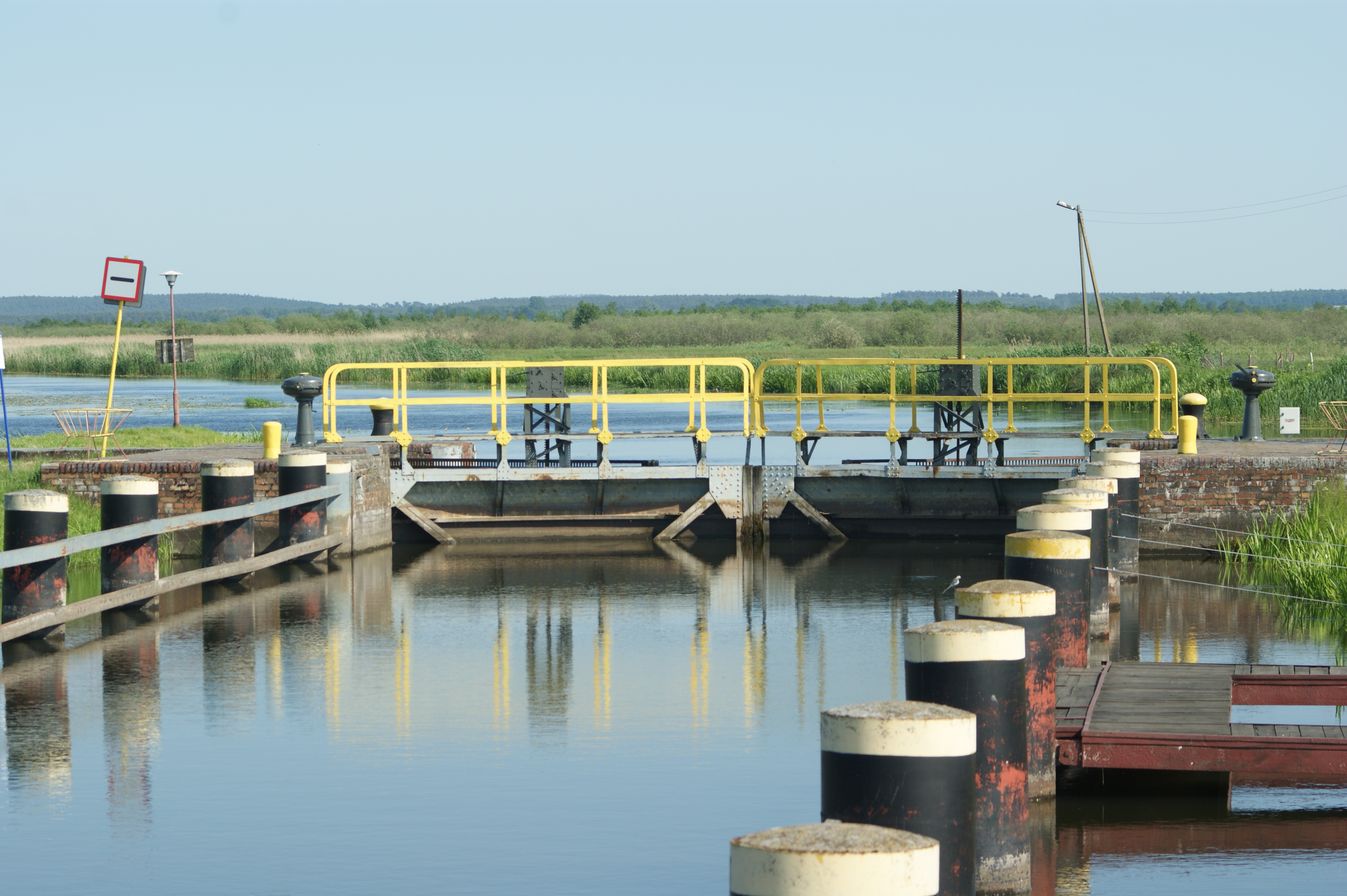
Śluza Krostkowo na Noteci, jedyna w Europie śluza ziemna (bez murowanej komory)
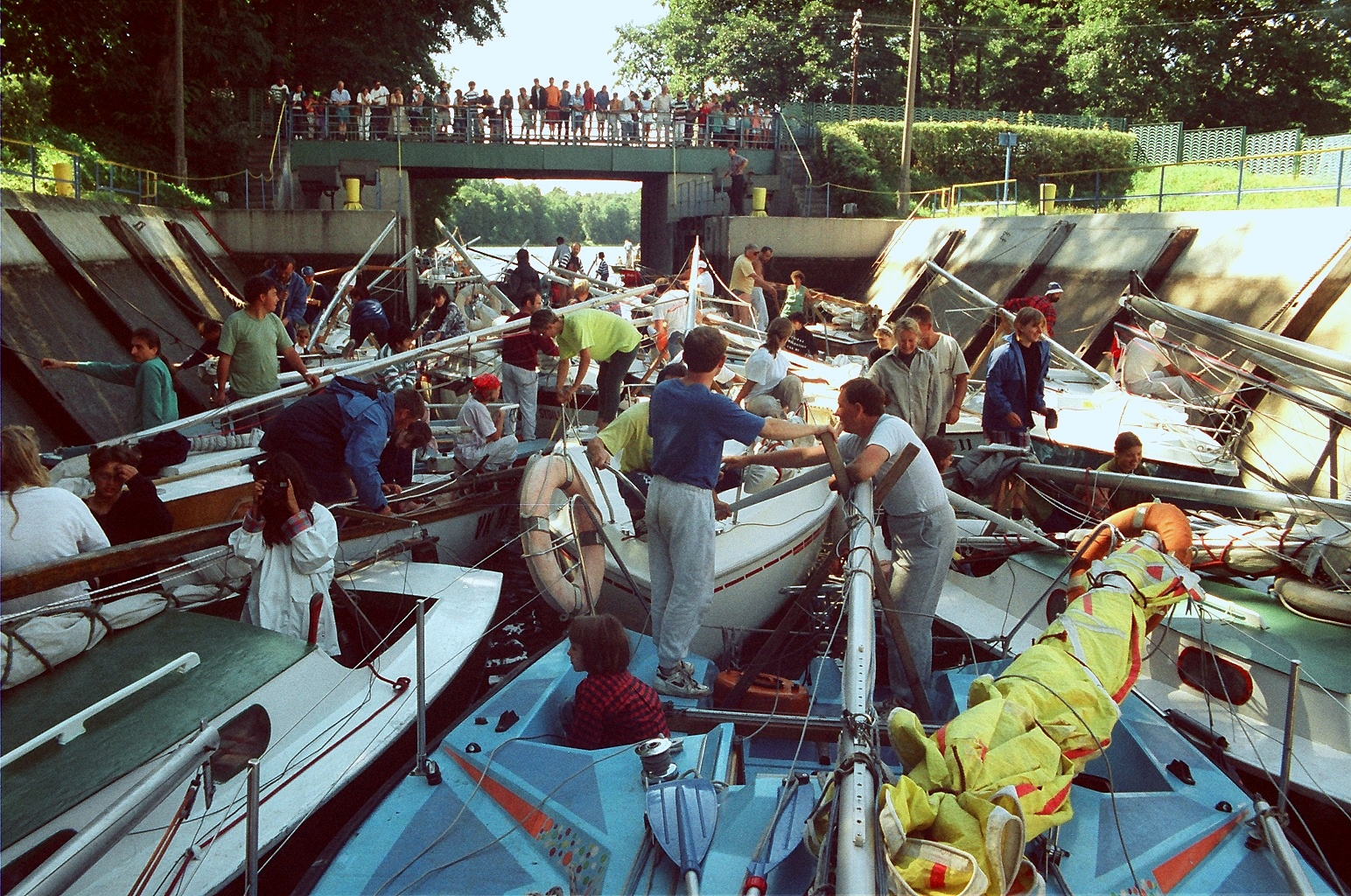
śluzowanie łodzi w sezonie turystycznym na Mazurach (śluza Guzianka I)
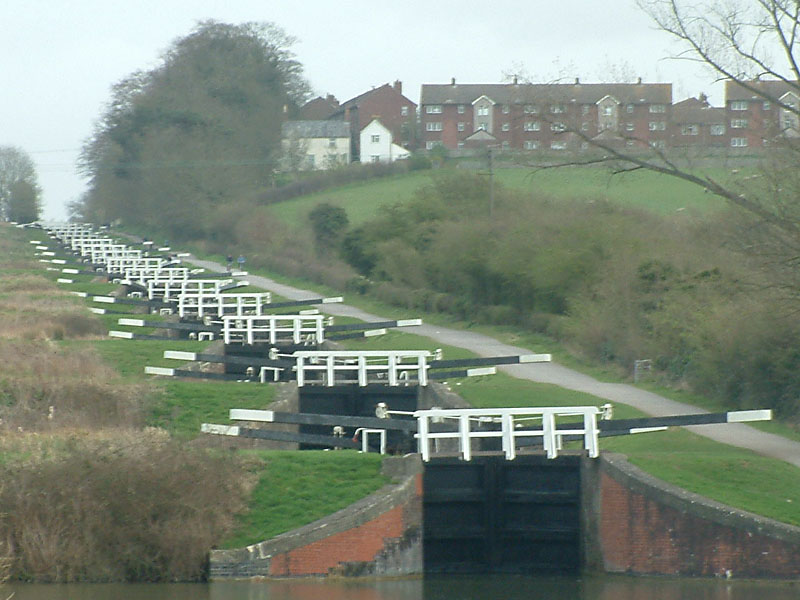
16 stopniowa śluza Caen Hill w Devizes, Wiltshire, Wielka Brytania
animacja pracy śluzy Falkirk Wheel
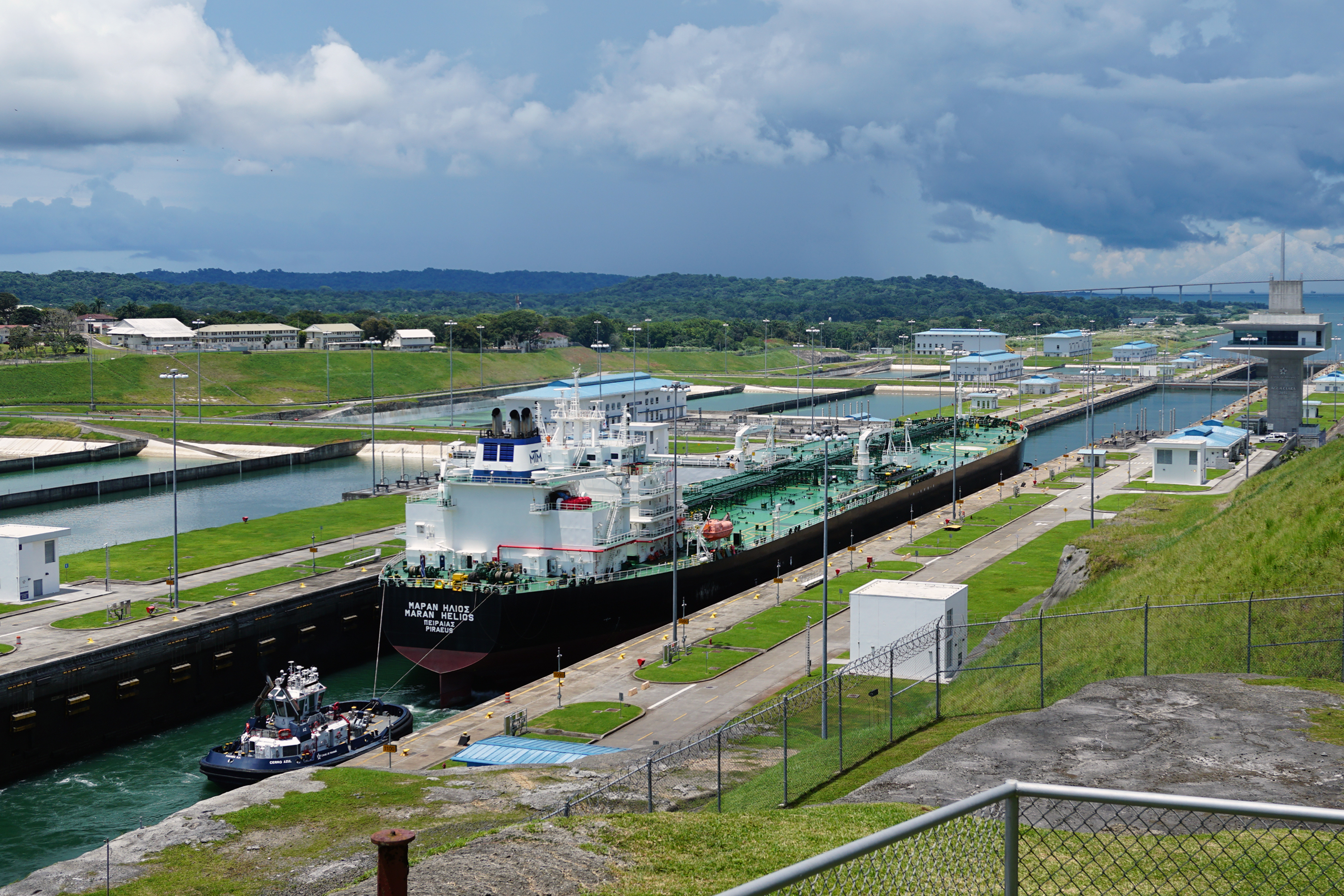
Statek w śluzie Agua Clara na Kanale Panamskim, po lewej widoczne zbiorniki oszczędnościowe